# Якамарові
Якамарові (Galbulidae) — родина дятлоподібних птахів. Поділяється на 5 родів та 18 видів. Якамарові поширені у Південній та Центральній Америці та Мексиці. Ці птахи поширені у низовинних лісах і гаях, переважно на краю лісу або на рівні крон. Родина тісно пов'язана з лінивковими (Bucconidae), і обидві родини часто відокремлюють в окремий ряд Якамароподібних (Galbuliformes).

## Опис
Довжина тіла — 12—29 см. Зовні нагадують колібрі. Дзьоб тонкий, довгий, ноги короткі. Спинна сторона з металевим зеленкуватим відливом або чорна.

## Спосіб життя
Гніздяться в норах або деревних гніздах термітів. У кладці 2—4 яйця. Пташенята покриті пухом. Живляться комахами.

## Роди
- Brachygalba — білогорла якамара
- Galbalcyrhynchus — якамара-куцохвіст
- Galbula — якамара
- Jacamaralcyon — трипала якамара
- Jacamerops — велика якамара